# العلاقات المكسيكية الكيريباتية
العلاقات المكسيكية الكيريباتية هي العلاقات الثنائية التي تجمع بين المكسيك وكيريباتي.

## مقارنة بين البلدين
هذه مقارنة عامة ومرجعية للدولتين:
| وجه المقارنة                                              | المكسيك                                                                               | كيريباتي                        |
| --------------------------------------------------------- | ------------------------------------------------------------------------------------- | ------------------------------- |
| المساحة (كم2)                                             | 1.97 مليون                                                                            | 811                             |
| عدد السكان (نسمة)                                         | 130.53 مليون                                                                          | 116.40 ألف                      |
| الكثافة السكانية (ن./كم²)                                 | 66.26                                                                                 | 14.35 ألف                       |
| العاصمة                                                   | مدينة مكسيكو                                                                          | جنوب تاراوا                     |
| اللغة الرسمية                                             | اللغة الإسبانية                                                                       | لغة إنجليزية، اللغة الكيريباتية |
| العملة                                                    | بيزو مكسيكي                                                                           | دولار كريباتي، دولار أسترالي    |
| الناتج المحلي الإجمالي (بليون دولار)                      | 1.15 تريليون                                                                          | 196.15 مليون                    |
| الناتج المحلي الإجمالي (تعادل القوة الشرائية) بليون دولار | 2.16 تريليون                                                                          | 224.26 مليون                    |
| الناتج المحلي الإجمالي الاسمي للفرد دولار أمريكي          | 9.01 ألف                                                                              | 1.42 ألف                        |
| الناتج المحلي الإجمالي للفرد دولار أمريكي                 | 17.32 ألف                                                                             | 1.81 ألف                        |
| مؤشر التنمية البشرية                                      | 0.756                                                                                 | 0.590                           |
| رمز المكالمات الدولي                                      | +52                                                                                   | +686                            |
| رمز الإنترنت                                              | .mx                                                                                   | .ki                             |
| المنطقة الزمنية                                           | منطقة زمنية وسطى، المنطقة الزمنية الجبلية، زمن منطقة المحيط الهادئ، منطقة زمنية شرقية |                                 |

## منظمات دولية مشتركة
يشترك البلدان في عضوية مجموعة من المنظمات الدولية، منها:
| علم المنظمة | اسم المنظمة                   | تاريخ انضمام المكسيك | تاريخ انضمام كيريباتي |
| ----------- | ----------------------------- | -------------------- | --------------------- |
|             | مؤسسة التنمية الدولية         | 24 أبريل 1961        | 2 أكتوبر 1986         |
|             | يونسكو                        | 4 نوفمبر 1946        | 24 أكتوبر 1989        |
|             | الأمم المتحدة                 | 7 نوفمبر 1945        | 14 سبتمبر 1999        |
|             | الاتحاد البريدي العالمي       | ?                    | ?                     |
|             | البنك الدولي للإنشاء والتعمير | 31 ديسمبر 1945       | 29 سبتمبر 1986        |
|             | الاتحاد الدولي للاتصالات      | 1 يوليو 1908         | 3 نوفمبر 1986         |
|             | منظمة حظر الأسلحة الكيميائية  | ?                    | ?                     |
|             | مؤسسة التمويل الدولية         | 20 يوليو 1956        | 2 أكتوبر 1986         |

## وصلات خارجية
- موقع وزارة الخارجية المكسيكية